# Llista de topònims de Rellinars
Llista de topònims (noms propis de lloc) del municipi de Rellinars, al Vallès Occidental
Informació actualitzada per un bot. Els canvis manuals es perdran quan s'actualitzi!

## aqüeducte
| imatge | Nom                               | Ubicat a  | instància de   | Detalls                                                                    | coordenades                                                                                       | Protecció | Commons (més fotos) | Dades a WD                    |
| ------ | --------------------------------- | --------- | -------------- | -------------------------------------------------------------------------- | ------------------------------------------------------------------------------------------------- | --------- | ------------------- | ----------------------------- |
|        | aqüeducte del molí de la Farinera | Rellinars | aqüeducte pont | 1896 Estat: bon estat                                                      | 41° 37′ 18″ N, 1° 53′ 43″ E / 41.621727°N,1.895189°E 250 msnm                                     |           |                     | Modifica les dades a Wikidata |
|        | aqüeducte petit de la Farinera    | Rellinars | aqüeducte pont | 1896 19th century Estat: malmès Llarg: 16m Llum: 2.2m Ample: 60cm Alt: 1.8 | 41° 37′ 13″ N, 1° 53′ 37″ E / 41.62026°N,1.89357°E ca:La Farinera, torrent d’Anton Casas 245 msnm |           |                     | Modifica les dades a Wikidata |

## curs d'aigua
| imatge | Nom                     | Ubicat a                                | instància de | Detalls                                    | coordenades                                                                                               | Protecció | Commons (més fotos) | Dades a WD                    |
| ------ | ----------------------- | --------------------------------------- | ------------ | ------------------------------------------ | --- | --------- | ------------------- | ----------------------------- |
|        | riera de Mata-rodona    | Mura Sant Vicenç de Castellet Rellinars | curs d'aigua | Desemboca: riera de la Santa Creu          | 41° 40′ 46″ N, 1° 54′ 49″ E / 41.679473°N,1.913601°E                                                      |           |                     | Modifica les dades a Wikidata |
|        | riera de Rellinars      | Rellinars Castellbell i el Vilar        | curs d'aigua | Desemboca: Llobregat                       | 41° 37′ 57″ N, 1° 55′ 56″ E / 41.63257°N,1.932274°E 41° 38′ 21″ N, 1° 52′ 06″ E / 41.639071°N,1.868229°E  |           | Riera de Rellinars  | Modifica les dades a Wikidata |
|        | torrent d'en Roca       | Rellinars                               | curs d'aigua | Desemboca: riera de Rellinars Llarg: 2.2km | 41° 38′ 51″ N, 1° 56′ 15″ E / 41.647434°N,1.937586°E 41° 38′ 02″ N, 1° 55′ 27″ E / 41.63388°N,1.924281°E  |           |                     | Modifica les dades a Wikidata |
|        | torrent de la Cansalada | Mura Rellinars                          | curs d'aigua | Desemboca: riera de Mata-rodona            | 41° 39′ 09″ N, 1° 58′ 00″ E / 41.652584°N,1.966789°E 41° 39′ 41″ N, 1° 56′ 13″ E / 41.661319°N,1.936889°E |           |                     | Modifica les dades a Wikidata |

## entitat singular de població
| imatge | Nom         | Ubicat a  | instància de                                                                   | Detalls | coordenades                                                                 | Protecció | Commons (més fotos) | Dades a WD                    |
| ------ | ----------- | --------- | ------------------------------------------------------------------------------ | ------- | --------------------------------------------------------------------------- | --------- | ------------------- | ----------------------------- |
|        | Rellinars   | Rellinars | entitat singular de població capital municipal ens local històric de Catalunya | 879 hab | 41° 38′ 11″ N, 1° 54′ 39″ E / 41.63628777°N,1.9107575°E 354 msnm            |           |                     | Modifica les dades a Wikidata |
|        | les Codines | Rellinars | entitat singular de població                                                   | 41 hab  | 41° 38′ 25″ N, 1° 54′ 11″ E / 41.6404041671267°N,1.9031355937358°E 311 msnm |           |                     | Modifica les dades a Wikidata |

## església
| imatge | Nom                                 | Ubicat a  | instància de | Detalls                                              | coordenades                                                   | Protecció                                  | Commons (més fotos)                          | Dades a WD                    |
| ------ | ----------------------------------- | --------- | ------------ | ---------------------------------------------------- | ------------------------------------------------------------- | ------------------------------------------ | -------------------------------------------- | ----------------------------- |
|        | Sant Felip Neri de les Ferreres     | Rellinars | església     | Estil: arquitectura popular                          | 41° 38′ 28″ N, 1° 54′ 40″ E / 41.641195°N,1.911036°E 323 msnm | bé integrant del patrimoni cultural català | Sant Felip Neri de les Ferreres              | Modifica les dades a Wikidata |
|        | Sant Pere i Sant Fermí de Rellinars | Rellinars | església     | Estil: art preromànic arquitectura romànica          | 41° 38′ 29″ N, 1° 53′ 41″ E / 41.64144°N,1.894719°E 275 msnm  | bé cultural d'interès local                | Sant Pere i Sant Fermí de Rellinars          | Modifica les dades a Wikidata |
|        | església parroquial de Sant Pere    | Rellinars | església     | Estil: arquitectura neoclàssica arquitectura popular | 41° 38′ 24″ N, 1° 54′ 42″ E / 41.639894°N,1.911605°E 322 msnm | bé integrant del patrimoni cultural català | Església parroquial de Sant Pere (Rellinars) | Modifica les dades a Wikidata |

## font
| imatge | Nom                    | Ubicat a  | instància de | Detalls | coordenades                                                                      | Protecció | Commons (més fotos) | Dades a WD                    |
| ------ | ---------------------- | --------- | ------------ | ------- | -------------------------------------------------------------------------------- | --------- | ------------------- | ----------------------------- |
|        | font de Carlets        | Rellinars | font         |         | 41° 38′ 00″ N, 1° 55′ 42″ E / 41.63322222222222°N,1.9284444444444444°E 401 msnm  |           |                     | Modifica les dades a Wikidata |
|        | font de Llaminers      | Rellinars | font         |         | 41° 37′ 55″ N, 1° 55′ 50″ E / 41.631861111111114°N,1.930583333333333°E 400 msnm  |           |                     | Modifica les dades a Wikidata |
|        | font de la Barbotera   | Rellinars | font         |         | 41° 38′ 13″ N, 1° 56′ 07″ E / 41.63697222222222°N,1.9351944444444444°E 428 msnm  |           |                     | Modifica les dades a Wikidata |
|        | font del Conill        | Rellinars | font         |         | 41° 37′ 41″ N, 1° 56′ 17″ E / 41.627944444444445°N,1.9379722222222224°E 442 msnm |           |                     | Modifica les dades a Wikidata |
|        | les Fonts de Rellinars | Rellinars | font         |         | 41° 38′ 09″ N, 1° 55′ 10″ E / 41.63569444444445°N,1.9193333333333331°E 346 msnm  |           |                     | Modifica les dades a Wikidata |

## masia
| imatge | Nom                    | Ubicat a  | instància de | Detalls                                  | coordenades | Protecció                                  | Commons (més fotos)            | Dades a WD                    |
| ------ | ---------------------- | --------- | ------------ | ---------------------------------------- | --- | ------------------------------------------ | ------------------------------ | ----------------------------- |
|        | Ca l'Hermós            | Rellinars | masia        |                                          | 41° 38′ 02″ N, 1° 54′ 48″ E / 41.6338992993152°N,1.91337886661046°E                                                           |                                            |                                | Modifica les dades a Wikidata |
|        | Ca la Dolores          | Rellinars | masia        |                                          | 41° 37′ 59″ N, 1° 54′ 44″ E / 41.632943831639°N,1.91235041763121°E                                                            |                                            |                                | Modifica les dades a Wikidata |
|        | Cal Felip Neri         | Rellinars | masia        |                                          | 41° 38′ 06″ N, 1° 54′ 42″ E / 41.6350991573921°N,1.91167785557853°E                                                           |                                            |                                | Modifica les dades a Wikidata |
|        | Cal Ganàpia            | Rellinars | masia        |                                          | 41° 38′ 28″ N, 1° 53′ 39″ E / 41.6411931602973°N,1.89429688917351°E                                                           |                                            |                                | Modifica les dades a Wikidata |
|        | Cal Manel              | Rellinars | masia        |                                          | 41° 39′ 32″ N, 1° 54′ 36″ E / 41.6589888501688°N,1.91009865962594°E ca:Serra del Ginebral                                     |                                            |                                | Modifica les dades a Wikidata |
|        | Cal Martí              | Rellinars | masia        |                                          | 41° 38′ 00″ N, 1° 54′ 47″ E / 41.6334181423229°N,1.91297875103871°E                                                           |                                            |                                | Modifica les dades a Wikidata |
|        | Cal Pau                | Rellinars | masia        | Estil: arquitectura popular 18th century | 41° 38′ 24″ N, 1° 54′ 20″ E / 41.639878°N,1.905675°E ca:Les Codines 312 msnm                                                  |                                            | Cal Pau (Rellinars)            | Modifica les dades a Wikidata |
|        | Cal Selva              | Rellinars | masia        |                                          | 41° 38′ 21″ N, 1° 54′ 19″ E / 41.6390732447781°N,1.90524735654717°E                                                           |                                            |                                | Modifica les dades a Wikidata |
|        | Cal Tomàs              | Rellinars | masia        |                                          | 41° 37′ 44″ N, 1° 53′ 40″ E / 41.6289905089855°N,1.89449344019109°E                                                           |                                            |                                | Modifica les dades a Wikidata |
|        | Can Cotis              | Rellinars | masia        | Estil: arquitectura popular              | 41° 38′ 21″ N, 1° 53′ 54″ E / 41.639269°N,1.898245°E ca:Carretera de Castellbell a Terrassa, km 18 284 msnm                   | bé integrant del patrimoni cultural català | Can Cotis (Rellinars)          | Modifica les dades a Wikidata |
|        | Can Felip Neri         | Rellinars | masia        | Estil: arquitectura popular 19th century | 41° 38′ 05″ N, 1° 54′ 41″ E / 41.63477°N,1.91131°E ca:Av. Vacarisses, 10-12 360 msnm                                          | bé integrant del patrimoni cultural català | Can Felip Neri                 | Modifica les dades a Wikidata |
|        | Can Gibert de Dalt     | Rellinars | masia        | Estil: arquitectura popular              | 41° 38′ 36″ N, 1° 54′ 44″ E / 41.643261°N,1.912125°E 356 msnm                                                                 | bé integrant del patrimoni cultural català | Can Gibert de Dalt             | Modifica les dades a Wikidata |
|        | Can Navarcles          | Rellinars | masia        |                                          | 41° 38′ 11″ N, 1° 54′ 36″ E / 41.6364617732467°N,1.91004607665069°E                                                           |                                            |                                | Modifica les dades a Wikidata |
|        | Can Vermell de Baix    | Rellinars | masia        |                                          | 41° 38′ 06″ N, 1° 54′ 35″ E / 41.6349274044339°N,1.90971174712653°E                                                           |                                            |                                | Modifica les dades a Wikidata |
|        | Casa del Racó          | Rellinars | masia        |                                          | 41° 39′ 18″ N, 1° 54′ 47″ E / 41.6550813870383°N,1.91311896077551°E ca:Serra del Ginebral                                     |                                            |                                | Modifica les dades a Wikidata |
|        | Casajoana              | Rellinars | masia        |                                          | 41° 38′ 58″ N, 1° 55′ 19″ E / 41.6493457575617°N,1.92192173811966°E ca:Serra de Gallina                                       |                                            |                                | Modifica les dades a Wikidata |
|        | Cellers                | Rellinars | masia        |                                          | 41° 38′ 43″ N, 1° 53′ 22″ E / 41.6452173644905°N,1.88942488817098°E                                                           |                                            |                                | Modifica les dades a Wikidata |
|        | Mas el Ginebral        | Rellinars | masia        |                                          | | bé integrant del patrimoni cultural català |                                | Modifica les dades a Wikidata |
|        | Molí de la Fàbrica     | Rellinars | masia        |                                          | 41° 38′ 20″ N, 1° 54′ 45″ E / 41.639027°N,1.912573°E ca:Carrer Reverend Riera 315 msnm                                        |                                            | Molí de la Fàbrica (Rellinars) | Modifica les dades a Wikidata |
|        | el Gibert d'Avall      | Rellinars | masia        |                                          | 41° 38′ 26″ N, 1° 54′ 37″ E / 41.6405433606825°N,1.91019342330541°E 311 msnm                                                  |                                            | El Gibert d'Avall              | Modifica les dades a Wikidata |
|        | el Ginebral            | Rellinars | masia        |                                          | 41° 39′ 46″ N, 1° 54′ 47″ E / 41.662708143241°N,1.9130579221399°E ca:Serra del Ginebral                                       |                                            |                                | Modifica les dades a Wikidata |
|        | el Planet              | Rellinars | masia        | Estil: arquitectura popular 1771         | 41° 37′ 49″ N, 1° 54′ 13″ E / 41.63023°N,1.903642°E ca:Av. Del Planet, 17 343 msnm                                            | bé integrant del patrimoni cultural català | El Planet (Rellinars)          | Modifica les dades a Wikidata |
|        | els Hostalets del Davi | Rellinars | masia        |                                          | 41° 39′ 07″ N, 1° 56′ 05″ E / 41.6519961378896°N,1.93472745521484°E                                                           |                                            |                                | Modifica les dades a Wikidata |
|        | la Boada Nova          | Rellinars | masia        |                                          | 41° 38′ 29″ N, 1° 56′ 02″ E / 41.641286063075°N,1.9338301965039°E 518 msnm                                                    |                                            |                                | Modifica les dades a Wikidata |
|        | la Casa Nova           | Rellinars | masia        |                                          | 41° 37′ 55″ N, 1° 55′ 23″ E / 41.632063°N,1.92297°E 416 msnm                                                                  |                                            |                                | Modifica les dades a Wikidata |
|        | la Farinera            | Rellinars | masia        |                                          | 41° 37′ 12″ N, 1° 53′ 41″ E / 41.620115°N,1.894674°E ca:Sud del terme municipal, a tocar amb Castellbell i el Vilar. 245 msnm |                                            | La Farinera (Rellinars)        | Modifica les dades a Wikidata |
|        | les Boades Velles      | Rellinars | masia        |                                          | 41° 38′ 26″ N, 1° 56′ 05″ E / 41.64041666666667°N,1.9346666666666668°E 500 msnm                                               |                                            |                                | Modifica les dades a Wikidata |
|        | les Cases              | Rellinars | masia        |                                          | 41° 38′ 29″ N, 1° 55′ 44″ E / 41.641514°N,1.928773°E 478 msnm                                                                 |                                            | Les Cases (Rellinars)          | Modifica les dades a Wikidata |
|        | les Ferreres           | Rellinars | masia        | Estil: arquitectura popular              | 41° 38′ 28″ N, 1° 54′ 36″ E / 41.641089°N,1.910068°E ca:Serra Gallina 323 msnm                                                | bé integrant del patrimoni cultural català | Les Ferreres (Rellinars)       | Modifica les dades a Wikidata |
|        | les Llobatones         | Rellinars | masia        |                                          | 41° 38′ 42″ N, 1° 53′ 54″ E / 41.6448881525298°N,1.89826837629547°E                                                           |                                            |                                | Modifica les dades a Wikidata |

## muntanya
| imatge | Nom                    | Ubicat a                           | instància de | Detalls | coordenades | Protecció | Commons (més fotos)    | Dades a WD                    |
| ------ | ---------------------- | ---------------------------------- | ------------ | ------- | --- | --------- | ---------------------- | ----------------------------- |
|        | Castell de Bocs        | Rellinars                          | muntanya     |         | 41° 38′ 33″ N, 1° 56′ 31″ E / 41.642372°N,1.941816°E 662 msnm                                                             |           | Castell de Bocs        | Modifica les dades a Wikidata |
|        | Puig de Ballesta       | Rellinars                          | muntanya     |         | 41° 37′ 58″ N, 1° 55′ 02″ E / 41.63277778°N,1.91730556°E ca:Entre la B-122 i camp de futbol 424.7 msnm                    |           |                        | Modifica les dades a Wikidata |
|        | Roca del Duc           | Rellinars                          | muntanya     |         | 41° 38′ 42″ N, 1° 56′ 17″ E / 41.64491667°N,1.93797222°E ca:Parc Natural de Sant Llorenç del Munt i l'Obac 629.3 msnm     |           |                        | Modifica les dades a Wikidata |
|        | Turó de les Planeres   | Rellinars                          | muntanya     |         | 41° 37′ 40″ N, 1° 55′ 37″ E / 41.6279°N,1.92692°E 517.6 msnm                                                              |           |                        | Modifica les dades a Wikidata |
|        | el Casot               | Rellinars                          | muntanya     |         | 41° 39′ 06″ N, 1° 54′ 59″ E / 41.65172222°N,1.91633333°E 418.2 msnm                                                       |           |                        | Modifica les dades a Wikidata |
|        | el Paller de Tot l'Any | Rellinars Vacarisses               | muntanya     |         | 41° 38′ 30″ N, 1° 57′ 30″ E / 41.641536°N,1.958449°E 817 msnm                                                             |           | El Paller de Tot l'Any | Modifica les dades a Wikidata |
|        | la Morella             | Sant Vicenç de Castellet Rellinars | muntanya     |         | 41° 39′ 29″ N, 1° 55′ 50″ E / 41.658°N,1.930528°E ca:Parc Natural de Sant Llorenç de Munt i la Serra de l'Obac 646.4 msnm |           | La Morella (Rellinars) | Modifica les dades a Wikidata |

## pont
| imatge | Nom                                           | Ubicat a  | instància de                    | Detalls                                       | coordenades                                                                            | Protecció                                  | Commons (més fotos) | Dades a WD                    |
| ------ | --------------------------------------------- | --------- | ------------------------------- | --------------------------------------------- | -------------------------------------------------------------------------------------- | ------------------------------------------ | ------------------- | ----------------------------- |
|        | Pont del Selva                                | Rellinars | pont pont de vianants aqüeducte | Travessa: riera de Rellinars Estat: bon estat | 41° 38′ 21″ N, 1° 54′ 30″ E / 41.6392°N,1.90833°E ca:Riera de Rellinars 295 msnm       |                                            |                     | Modifica les dades a Wikidata |
|        | Pont del camí de les Cases                    | Rellinars | pont                            | Estil: arquitectura popular                   |                                                                                        | bé integrant del patrimoni cultural català |                     | Modifica les dades a Wikidata |
|        | Pont del torrent del Cellers                  | Rellinars | pont                            | Estat: bon estat Llum: 2.5m                   | 41° 38′ 37″ N, 1° 53′ 35″ E / 41.64369°N,1.89304°E ca:Torrent del Cellers 252 msnm     |                                            |                     | Modifica les dades a Wikidata |
|        | Pont del torrent del Vetllador o de l’Espluga | Rellinars | pont                            | Estat: bon estat                              | 41° 38′ 14″ N, 1° 54′ 57″ E / 41.63723°N,1.91593°E ca:Camí antic de les Fonts 342 msnm |                                            |                     | Modifica les dades a Wikidata |

## serra
| imatge | Nom                   | Ubicat a                                                                      | instància de | Detalls | coordenades                                                     | Protecció             | Commons (més fotos)   | Dades a WD                    |
| ------ | --------------------- | ----------------------------------------------------------------------------- | ------------ | ------- | --------------------------------------------------------------- | --------------------- | --------------------- | ----------------------------- |
|        | Carena del Camí Ral   | Rellinars                                                                     | serra        |         | 41° 38′ 50″ N, 1° 56′ 24″ E / 41.6472°N,1.93989°E 742.1 msnm    |                       |                       | Modifica les dades a Wikidata |
|        | Carena del Panissar   | Sant Vicenç de Castellet Rellinars                                            | serra        |         | 41° 39′ 42″ N, 1° 55′ 26″ E / 41.6618°N,1.92386°E 646.4 msnm    |                       |                       | Modifica les dades a Wikidata |
|        | Sant Llorenç del Munt | Sant Llorenç Savall Mura Matadepera Vacarisses Castellar del Vallès Rellinars | serra        |         | 41° 38′ 38″ N, 2° 01′ 23″ E / 41.643778°N,2.023045°E            | bé d'interès cultural | Sant Llorenç del Munt | Modifica les dades a Wikidata |
|        | Serra Gallina         | Rellinars                                                                     | serra        |         | 41° 38′ 52″ N, 1° 55′ 01″ E / 41.6478°N,1.917°E 434.9 msnm      |                       |                       | Modifica les dades a Wikidata |
|        | serra del Ginebral    | Rellinars                                                                     | serra        |         | 41° 39′ 23″ N, 1° 54′ 36″ E / 41.656422°N,1.910106°E 535.4 msnm |                       | Serra del Ginebral    | Modifica les dades a Wikidata |
|        | serrat dels Ginebres  | Rellinars Vacarisses                                                          | serra        |         | 41° 37′ 48″ N, 1° 56′ 35″ E / 41.63°N,1.94306°E 615.6 msnm      |                       |                       | Modifica les dades a Wikidata |

## Misc
| imatge | Nom                            | Ubicat a  | instància de      | Detalls                                  | coordenades                                                                     | Protecció                                  | Commons (més fotos)               | Dades a WD                    |
| ------ | ------------------------------ | --------- | ----------------- | ---------------------------------------- | ------------------------------------------------------------------------------- | ------------------------------------------ | --------------------------------- | ----------------------------- |
|        | Balma de l'Andaló              | Rellinars | cova              | Llarg: 7m                                | 41° 38′ 17″ N, 1° 55′ 00″ E / 41.63811111111111°N,1.9167222222222224°E 345 msnm |                                            |                                   | Modifica les dades a Wikidata |
|        | Barraca de Les Boades          | Rellinars | barraca           |                                          | 41° 38′ 34″ N, 1° 56′ 15″ E / 41.642833333333336°N,1.937361111111111°E 509 msnm |                                            |                                   | Modifica les dades a Wikidata |
|        | Pou de glaç a la Pedragosa     | Rellinars | pou de neu        | Estil: arquitectura popular              |                                                                                 | bé integrant del patrimoni cultural català |                                   | Modifica les dades a Wikidata |
|        | Tina de Cal Jueu               | Rellinars | tina              | Estil: arquitectura popular              |                                                                                 | bé integrant del patrimoni cultural català |                                   | Modifica les dades a Wikidata |
|        | alzina de Can Felip Neri       | Rellinars | arbre singular    | Taxon: alzina (Quercus ilex)             | 41° 38′ 11″ N, 1° 54′ 44″ E / 41.636394°N,1.912352°E                            |                                            |                                   | Modifica les dades a Wikidata |
|        | avenc de la Barbotera          | Rellinars | avenc             |                                          | 41° 38′ 13″ N, 1° 56′ 07″ E / 41.63697222222222°N,1.9353611111111113°E 431 msnm |                                            |                                   | Modifica les dades a Wikidata |
|        | cabanes de pedra seca          | Rellinars | barraca de vinya  | Estil: arquitectura popular 19th century | 41° 38′ 47″ N, 1° 54′ 37″ E / 41.646384°N,1.910194°E                            | bé integrant del patrimoni cultural català | Cabanes de pedra seca (Rellinars) | Modifica les dades a Wikidata |
|        | casa consistorial de Rellinars | Rellinars | casa consistorial |                                          | 41° 38′ 15″ N, 1° 54′ 40″ E / 41.6375162°N,1.9109724°E                          |                                            | Casa de la Vila de Rellinars      | Modifica les dades a Wikidata |
|        | coma d’Aumà                    | Rellinars | indret            |                                          | 41° 38′ 29″ N, 1° 57′ 00″ E / 41.641435°N,1.949914°E 525 717 msnm               |                                            |                                   | Modifica les dades a Wikidata |
|        | el Planet                      | Rellinars | nucli de població |                                          | 41° 37′ 42″ N, 1° 54′ 06″ E / 41.628373114029°N,1.9016301586371°E               |                                            |                                   | Modifica les dades a Wikidata |